# Richard Oechsle
Richard Oechsle (* 27. Mai 1898 in Lahr/Schwarzwald; † 12. Mai 1986 in München) war ein deutscher Verwaltungsbeamter und Politiker (SPD).

## Leben und Beruf
Nach dem Schulbesuch absolvierte Oechsle eine kaufmännische Ausbildung und arbeitete anschließend als Bankbeamter. Von 1921 bis 1926 war er Gaugeschäftsführer des freigewerkschaftlichen Allgemeinen Verbandes der Deutschen Bankangestellten für Bayern. Er trat im Oktober 1926 in den Arbeitsverwaltungsdienst ein, war zunächst beim Arbeitsamt München und seit 1928 beim Landesarbeitsamt Bayern tätig. Nach der Machtübernahme der Nationalsozialisten wurde er 1933 aus politischen Gründen entlassen. Von 1934 bis 1945 hatte er leitende Stellungen in der freien Wirtschaft inne und wirkte daneben als Wirtschafts- und Steuerberater.
Nach dem Zweiten Weltkrieg war Oechsle im Bayerischen Staatsministerium für Arbeit und Soziale Fürsorge tätig und wurde dort zum 1. Januar 1947 als Ministerialdirektor zum Leiter der Hauptabteilung „Arbeit“ ernannt. Später war er Vorsitzender des Instituts für Sozialpolitik und Arbeitsrecht in München. Außerdem war er Herausgeber einer sozialpolitischen Schriftenreihe sowie Mitherausgeber der Fachzeitschriften Arbeit, Beruf und Arbeitslosenhilfe und Das Arbeitsamt.

## Partei
Oechsle trat 1920 der SPD bei.

## Abgeordneter
Oechsle gehörte von 1950 bis 1970 dem Bayerischen Landtag an, war dort von 1955 bis 1970 Vorsitzender des Ausschusses für Wirtschaft und Verkehr und von 1962 bis 1970 stellvertretender Vorsitzender der SPD-Fraktion.

## Öffentliche Ämter
Oechsle amtierte vom 18. Dezember 1950 bis zum 14. Dezember 1954 als Staatsminister für Arbeit und Soziale Fürsorge in der von Ministerpräsident Hans Ehard geführten Staatsregierung von Bayern.

## Ehrungen
- 1950: Ehrendoktorwürde der Hochschule für Wirtschafts- und Sozialwissenschaften Nürnberg
- 1959: Bayerischer Verdienstorden
- 1980: Bayerische Staatsmedaille für soziale Verdienste